# 10 mm Auto
El 10 mm Auto, o 10×25 mm según el sistema métrico, es un tipo de cartucho para pistola desarrollado por Jeff Cooper e introducido en 1983 para la pistola Bren Ten. Inicialmente fue producido por el fabricante FFV Norma AB en Suecia.

## Desarrollo

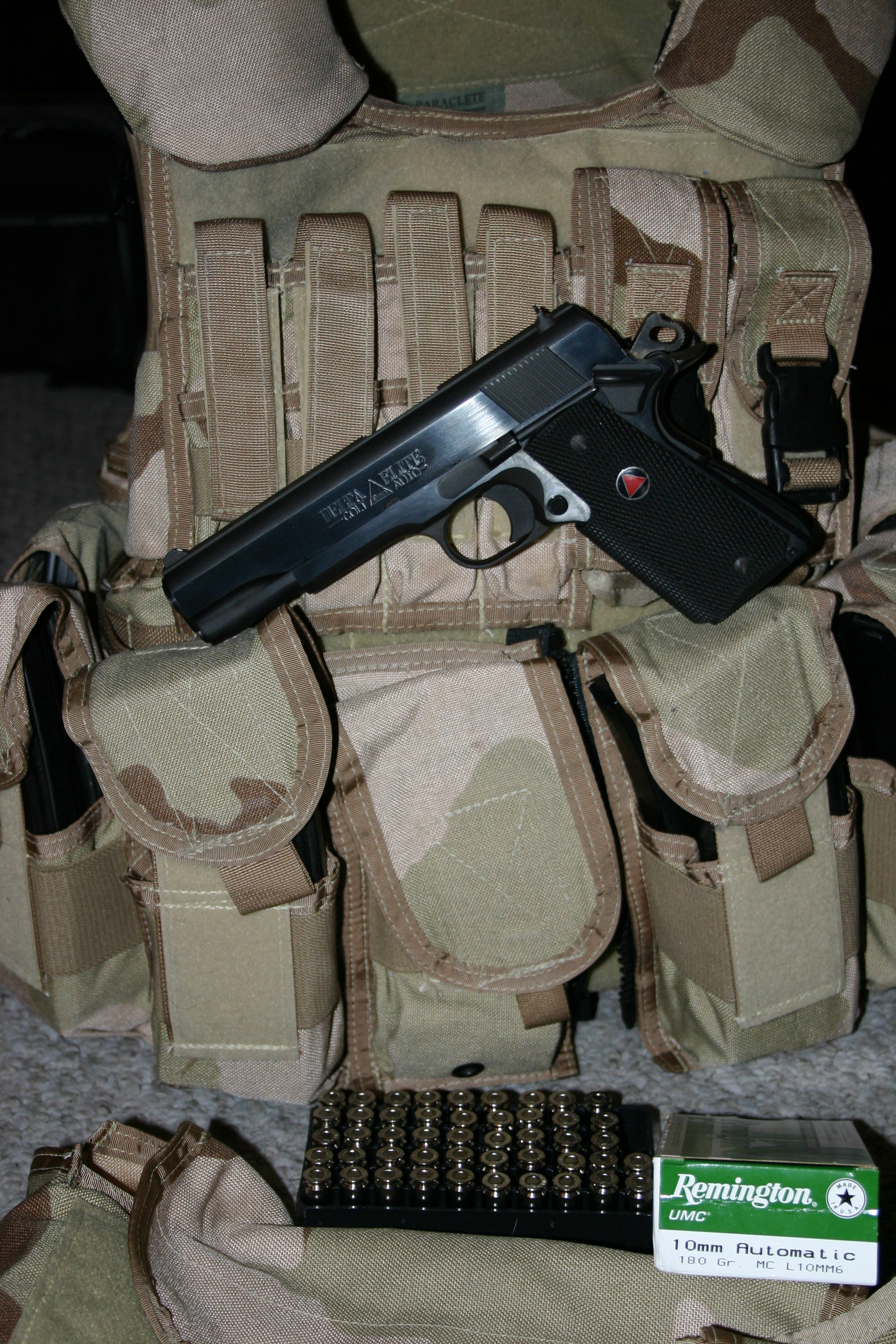
Colt 10mm Auto Delta Elite.

El FBI emitió un requerimiento para el diseño de un nuevo calibre, que sería adoptado por este cuerpo como parte de un plan de actualización de sus medios materiales. Esto respondía a la recopilación de numerosos informes de incidentes entre criminales y fuerzas de orden público, y especialmente al infame tiroteo que tuvo lugar en Miami en el año 1986.
En dicho incidente murieron dos agentes del FBI, y otros cinco fueron heridos.
El análisis de los cuerpos de los delincuentes, los ladrones de bancos William R. Matix y Michael L. Platt, reveló que los agentes habían realizado numerosos blancos en los atacantes, algunos en partes vitales, antes de lograr abatirlos. En total hicieron falta seis disparos para neutralizar al primer tirador y doce para el segundo.
Esto arrojó dudas acerca de la efectividad de los calibres usados por la policía, particularmente el 9 mm Luger-Parabellum, para neutralizar a un atacante.
El FBI buscó entonces obtener un cartucho de pistola que reuniera un poder de detención al menos igual al del .45 ACP, capaz de detener de un solo impacto a cualquier hombre, y una capacidad de perforación al menos equivalente a la del 9mm Parabellum.
El FBI se decantó por el calibre 10mm Auto, y lo adoptó en la década de los 80 con el Modelo 1076. También se comercializaron entre civiles algunas armas de este calibre.
Sin embargo, el diseño no prosperó. El motivo fue que el retroceso era demasiado enérgico, lo que obliga a un entrenamiento mayor y a problemas con las personas menos corpulentas, como los agentes femeninos de FBI. Además requería un tamaño de pistola de cierto volumen y peso, o volverse aún menos manejable.
Demasiado potente para ser manejados cómodamente por cualquiera, pero demasiado escaso para la caza mayor con pistola, el 10 mm, a pesar de sus prestaciones, no cuajó en el mercado. El FBI terminó reduciendo la potencia de sus armas.[cita requerida]
El 10 mm se convirtió en un calibre muy minoritario y posiblemente sin continuidad.

## Sustitución
El FBI requirió el desarrollo de un calibre que sustituyera al 10mm Auto. Se solicitaron las mismas especificaciones que dieron lugar al anterior, pero sin sus desventajas.
El resultado fue el calibre .40 S&W. Este nuevo calibre ha desplazado al 9mm Parabellum como principal calibre de los cuerpos policiales en los Estados Unidos, llegando inclusive a volverse muy popular en el mercado de autodefensa civil.